# Cale (satélite)
Cale, também conhecido como Júpiter XXXVII, é um satélite natural irregular retrógrado de Júpiter. Ele foi descoberto em 2001 pelos astrônomos S. Sheppard, D. Jewitt, e J. Kleyna, e foi originalmente designado S/2001 J 8.
Cale tem um diâmetro de cerca de 2 km, e orbita Júpiter a uma distância média de 22 409 000 km em 685,324 dias, a uma inclinação de 165° com a eclíptica (166° com o equador de Júpiter), em uma direção retrógrada e com uma excentricidade de 0,2011.
Cale foi nomeado em 2003 a partir de uma das Graças, filhas de Zeus (Júpiter), e pertence ao grupo Carme, feito de luas irregulares retrógradas orbitando Júpiter a uma distância que varia de 23 000 000 a 24 000 000 km com uma inclinação de cerca de 165°.